# Bitia hydroides
Bitia hydroides är en ormart som beskrevs av Gray 1842. Bitia hydroides är ensam i släktet Bitia som ingår i familjen Homalopsidae. Internationella naturvårdsunionen kategoriserar arten globalt som livskraftig. Inga underarter finns listade.
Arten är med en längd mindre än 75 cm en liten orm. Med sitt smala huvud och den avplattade svansen har den bra simförmåga. Den förekommer i Myanmar och Thailand samt fram till Malackahalvön. Habitatet utgörs av vikar och flodernas mynning. Djuret jagar främst fiskar. Honor lägger inga ägg utan föder levande ungar.